# FS ETR.463
Der ETR.463 (von italienisch ElettroTreno Rapido) oder umgangssprachlich Pendolino ist ein von Trenitalia betriebener italienischer Neigezug von Fiat Ferroviaria, der sowohl unter 3 kV Gleichspannung, wie auch unter 1,5 kV Gleichspannung verkehren kann.

## Geschichte
Aus der laufenden Produktion der ETR.460 wurden die drei Züge 21, 27 und 28 für den Betrieb unter 1,5 kV Gleichspannung umgebaut, sodass sie auch nach Frankreich verkehren konnten. Die Züge kamen ab dem Winterfahrplan 1996 auf der Strecke Mailand–Turin–Lyon zum Einsatz. Eine geänderte Getriebeübersetzung gab den Zügen eine höhere Zugkraft zur einfacheren Überwindung der Rampen der Mont-Cenis-Bahn, setzte aber die Höchstgeschwindigkeit auf 200 km/h herunter. Die grenzüberschreitenden Fahrten wurden 2003 eingestellt und die Getriebeübersetzung wieder zurückgeändert, sodass sie wieder ihre alte Höchstgeschwindigkeit erreichen konnten.

## Technik
Die neunteiligen Züge sind technisch sehr ähnlich den Zügen der Baureihe ETR.460 und unterscheiden sich von diesen nur durch die Zweisystem-Traktionsausrüstung und die zeitweise geänderte Getriebeübersetzung. Technisch bestehen sie aus drei unabhängigen Traktionseinheiten. Jeder der Drittelzüge besteht aus einem antriebslosen Wagen und zwei Wagen mit je einem Stromrichter in GTO-Thyristor-Technik und zwei Fahrmotoren. Die am Wagenkasten befestigten Motoren treiben jeweils über eine Kardanwelle die innere Achse jedes Drehgestells an, sodass jeder Antriebswagen über zwei Triebachsen verfügt.
Im Gegensatz zum Vorgänger ETR.450 erhielten die Endwagen eine neue breitere eher eckiger wirkende Kopfform, die vom Industriedesigner Giorgio Giugiaro entworfen worden war. Die Mittelwagen wurden aus leichten extrudierten Aluminiumprofilen gebaut. Ein neues vollständig unterflur angeordnetes Neigetechniksystem schränkt nicht mehr die Breite des Innenraums ein, sodass in der zweiten Klasse eine 2+2-Bestuhlung möglich wurde – die ETR 450 hatten noch eine 2+1-Bestuhlung, auch in der 2. Klasse.